# Margit Ruile
Margit Ruile (* 1967 in Augsburg) ist eine deutsche Kinder- und Jugendbuchautorin.

## Leben
Margit Ruile studierte Regie an der Hochschule für Fernsehen und Film München (HFF). Anschließend arbeitete sie als Regieassistentin, Autorin von Fernsehbeiträgen und Drehbuchlektorin. Von 1999 bis 2011 Tätigkeit an der HFF im Bereich Werbung. Seit 2011 ist sie freischaffende Schriftstellerin und hat mehrere Romane über utopische wie dystopische Welten geschrieben, wobei sie selbst angibt, dass ihre Erfahrungen beim Film sich auch auf ihren Schreibprozess auswirken. Sie lebt in München.

## Werke (Auswahl)

### Mira-Trilogie
- Mira und der weiße Drache: Band 1, arsEdition, München 2012, ISBN 978-3-7607-8354-3
- Mira und die verwunschenen Kugeln: Band 2, arsEdition, München 2012, ISBN 978-3-7607-8709-1
- Mira und das Buch der Drachen: Band 3, arsEdition, München 2013, ISBN 978-3-7607-8077-1

### Sonstige Romane
- Deleted, arsEdition, München 2015, ISBN 978-3-8458-0639-6
- Dark Noise, Loewe, Bindlach, München 2017, ISBN 978-3-7855-8446-0
- God’s Kitchen, Loewe, Bindlach, München 2018, ISBN 978-3-7855-8447-7
- Der Zwillingscode, Loewe, Bindlach, München 2021, ISBN 978-3-7432-0324-2

### Filmografie (Auswahl)
- 1990: Hin und her (Dokumentarfilm. Gemeinsam mit Stefanie Kremser)
- 1991: Wind: Ein Gedicht über die Luft. (Kurzfilm), Bester Kurzfilm, International Short Film Festival Melbourne
- 1994: A Winter’s Tale (Kurzfilm)
- 1997: Der Regengott (Kurzfilm, Abschlussfilm HFF)